# Frankfurterisch
Frankfurterisch ist der in der Stadt Frankfurt am Main gesprochene Dialekt. Frankfurterisch ist ein rheinfränkischer Dialekt und gehört zur Gruppe der hessischen Mundarten. Die Frankfurter Stadtmundart war bis zum Zweiten Weltkrieg die bevorzugte Umgangssprache aller gesellschaftlichen Schichten der Stadt. Sie grenzte sich deutlich zu den im Umland gesprochenen südhessischen und mittelhessischen Mundarten ab.
Bekannte Dichter in Frankfurter Mundart waren Friedrich Karl Ludwig Textor, Carl Malß, Johann Wilhelm Sauerwein, Friedrich Stoltze, Adolf Stoltze und Karl Ettlinger. Der Wortschatz der Frankfurter Mundart ist im 1971 bis 1985 erschienenen Frankfurter Wörterbuch dokumentiert, das im Wesentlichen auf den Forschungen Johann Joseph Oppels und Hans Ludwig Rauhs gründet und den Zeitraum von 1839 bis 1945 abdeckt.
Heute existiert keine scharfe Sprachgrenze mehr zwischen der Stadt Frankfurt und ihrer Umgebung. Frankfurterisch ist im heute im Rhein-Main-Gebiet gebräuchlichen, nach 1945 entstandenen neuhessischen Regiolekt aufgegangen.

## Geschichte
Das älteste überlieferte Theaterstück in Frankfurter Mundart ist das 1794 entstandene Lustspiel Der Prorector. Der Verfasser Friedrich Karl Ludwig Textor karikierte darin seinen Lehrer, den Prorektor des Frankfurter Gymnasiums Johann Jacob Gottlieb Scherbius. Textor war ein Cousin von Johann Wolfgang von Goethe. Dieser beschrieb in seiner Autobiographie Aus meinem Leben. Dichtung und Wahrheit, welchen schweren Stand sein Frankfurter Dialekt ihm in der Universitätsstadt Leipzig verschaffte:

„Ich war nämlich in dem oberdeutschen Dialekt geboren und erzogen, und obgleich mein Vater sich stets einer gewissen Reinheit der Sprache befliß und uns Kinder auf das, was man wirklich Mängel jenes Idioms nennen kann, von Jugend an aufmerksam gemacht und zu einem besseren Sprechen vorbereitet hatte, so blieben mir doch gar manche tiefer liegende Eigenheiten, die ich, weil sie mir ihrer Naivetät wegen gefielen, mit Behagen hervorhob und mir dadurch von meinen neuen Mitbürgern jedesmal einen strengen Verweis zuzog … Jede Provinz liebt ihren Dialekt: denn er ist doch eigentlich das Element, in welchem die Seele ihren Atem schöpft. Mit welchem Eigensinn aber die Meißnische Mundart die übrigen zu beherrschen, ja eine Zeitlang auszuschließen gewußt hat, ist jedermann bekannt. Wir haben viele Jahre unter diesem pedantischen Regimente gelitten, und nur durch vielfachen Widerstreit haben sich die sämtlichen Provinzen in ihre alten Rechte wieder eingesetzt. Was ein junger lebhafter Mensch unter diesem beständigen Hofmeistern ausgestanden habe, wird derjenige leicht ermessen, der bedenkt, daß nun mit der Aussprache, in deren Veränderung man sich endlich wohl ergäbe, zugleich Denkweise, Einbildungskraft, Gefühl, vaterländischer Charakter sollten aufgeopfert werden.“

Auch gebildete Frankfurter Bürger sprachen damals ganz selbstverständlich Dialekt. Zahlreiche Wendungen in Goethes Werken sind der Frankfurter Mundart entnommen. Verse wie „Wie Himmelskräfte auf und nieder steigen / Und sich die goldenen Eimer reichen“ reimen sich nur in mundartlicher Aussprache, Fausts Satz „Da steh ich nun, ich armer Tor, und bin so klug als wie zuvor“ ist nur in Frankfurter Grammatik korrekt, und Mephistos Frage „Der Grasaff! Ist er weg?“ versteht nur, wer das Frankfurter Wort für ein eitles junges Mädchen kennt. Goethes fragmentarische Farce Hanswursts Hochzeit von 1774 ist eine Quelle stark mundartlich geprägter Schimpfworte und Obszönitäten, die auch in das Frankfurter Wörterbuch eingeflossen sind.
1821 veröffentlichte Carl Malß „Die Entführung oder der alte Bürger-Capitain, ein frankfurter Heroisch-Borjerlich Lustspiel in zwei Aufzügen“. Es wurde 1821 mit Samuel Friedrich Hassel in der Titelrolle uraufgeführt, der die Rolle 45 Jahre lang am Frankfurter Theater verkörperte. Bereits im ersten Auftritt fällt der Satz „Geb emohl der Schawell en Stumper“, der seitdem als typisches Frankfurter Schibboleth gilt. Neben dem Bürgerkapitän wird auch die 1832 entstandene Frankfurter Lokal-Skizze in vier Bildern „Herr Hampelmann oder Die Landpartie nach Königstein“ bis heute gelegentlich aufgeführt.
Drei von Malß eingeführte Figuren – Millerche, Bürgerkapitän und Herr Hampelmann – wurden so populär, dass der Schriftsteller Friedrich Stoltze sie immer wieder in seinen Werken, vor allem der Frankfurter Latern, als symbolische Repräsentanten der Gesellschaft in der Freien Stadt Frankfurt auftreten ließ. Viele von Stoltzes Gedichten und Erzählungen, zum Beispiel „Die Blutblas“, „Verzeh Döchter“ oder „Von Frankfurts Macht und Größe“ sind wegen ihres Witzes und ihrer Ironie bis heute beliebt und werden häufig rezitiert.
Während Friedrich Stoltze keine dramatischen Werke hinterließ, schuf sein Sohn Adolf Stoltze zwischen 1884 und 1928 20 Theaterstücke in Frankfurter Mundart, dazu zahlreiche Gedichte und Prosaschriften, mitunter auch zu sehr trivialen Anlässen. Seinen größten Erfolg erzielte er 1887 mit Alt-Frankfurt, das bis heute immer wieder aufgeführt wird. Es repräsentierte wie kein anderes das Lebensgefühl der Frankfurter Bürgerschaft; noch in den 1920er Jahren wurde Stoltze bei einer Umfrage des Frankfurter General-Anzeigers zum populärsten Frankfurter gewählt.
Die Zeit des Nationalsozialismus und der Zweite Weltkrieg bedeuteten das Ende für die traditionelle Frankfurter Mundart. Über 10.000 Frankfurter Juden wurden ab 1941 aus Frankfurt deportiert und ermordet. 1944 ging die dichtbesiedelte Frankfurter Altstadt, das Zentrum der alten Bürgerstadt, im Feuersturm der Luftangriffe auf Frankfurt am Main unter. In der Nachkriegszeit verließen zahlreiche alteingesessene Frankfurter die Stadt und zogen ins Umland. Heute haben über 50 Prozent der Frankfurter Bürger einen Migrationshintergrund. Zahlreiche dem Frankfurterischen eigentümliche Wörter sind inzwischen ungebräuchlich oder selbst gebürtigen Frankfurtern nicht mehr ohne weiteres verständlich. Hingegen sind die sprachlichen Unterschiede zwischen Stadt und Umland weitgehend verschwunden. Die Mundart ist im Alltag aufgegangen in einem neuhessischen Regiolekt, einer im ganzen Rhein-Main-Gebiet gebräuchlichen mundartlichen Färbung des Standarddeutschen. Die mundartlichen Elemente dieser Ausgleichssprache sind oft dem hochsprachlichen Wortschatz entnommen und in die Lautform der Frankfurter Mundart umgeändert, so etwa bei Kurt Sigel.
Maßgeblich für die Ausbreitung des Neuhessischen, spöttisch auch Fernsehhessisch oder Äbbelwoihessisch genannt, waren unter anderem Produktionen des Hessischen Rundfunks wie Zum Blauen Bock oder Die Hesselbachs, aber auch erfolgreiche Musikgruppen wie Rodgau Monotones und Badesalz und Kabarettisten wie Bodo Bach und Matthias Beltz. Die mundartliche Tradition wird nach wie vor auf der Bühne gepflegt, beispielsweise von 1971 bis 2013 im Volkstheater Frankfurt unter der Leitung von Liesel Christ und Wolfgang Kaus, oder im sommerlichen Theaterfestival Barock am Main, bei dem unter der Leitung von Michael Quast unter anderem Stücke von Molière in der mundartlichen Bearbeitung von Wolfgang Deichsel aufgeführt werden.

## Geographische Verbreitung
Noch im 19. Jahrhundert war Frankfurt eine südhessische Sprachinsel im mittelhessischen Dialektraum. Die bäuerlich geprägten Dörfer im Umkreis der Stadt waren noch nicht mit ihr zusammengewachsen, ihre Sprache unterschied sich deutlich von der städtischen Mundart. Die Entwicklung der Stadtmundart wurde stark von den überregionalen Handelsbeziehungen geprägt, aber auch durch den stetigen Zuzug neuer Bevölkerungsschichten. Im Laufe des 19. Jahrhunderts verzehnfachte sich die Einwohnerzahl Frankfurts. Die zahlreichen Neubürger mit Migrationshintergrund integrierten sich nur allmählich in die städtische Gesellschaft. Das Wort Fulder, ursprünglich eine Herkunftsbezeichnung (aus Fulda) bezeichnet in der Frankfurter Mundart noch bis über die Mitte des 20. Jahrhunderts hinaus eine derbe, ungehobelte Person ohne Manieren. Ein Beispiel für die deutlichen Sprachunterschiede zwischen Stadt und Umland ist das Wort Bruder, das auf frankfurterisch pruudä lautet, im hessischen Umland dagegen prǫurě.
Einen starken Einfluss auf die Frankfurter Mundart übten die zahlreichen französischen Entlehnungen aus. Sie wurden zum einen während der Koalitionskriege zwischen 1792 und 1813 in die Mundart aufgenommen, als häufig französische Truppen durch die Stadt zogen, zum anderen brachten französisch-reformierte Glaubensflüchtlinge ihre Sprache mit nach Frankfurt. Das Frankfurter Wörterbuch zählt zahlreiche dem Französischen entnommene Mundart-Vokabeln auf, beispielsweise Casaquin (Hausrock), Chemise (Hemd), Equipage (Kutsche), oder Ausdrücke wie Cachet haben (vornehme Kleidung tragen), mantenieren (zustande bringen) oder regalieren (sich gütlich tun).
Ein weiteres Element der Frankfurter Mundart ist die Rezeption von Hebraismen. Im 19. Jahrhundert gehörten etwa 10 Prozent der Einwohnerschaft der jüdischen Gemeinde an. Erst 1806 war der jahrhundertelange Ghettozwang aufgehoben worden, der den Juden die Frankfurter Judengasse als einziges Wohnquartier zugewiesen hatte. Einige Begriffe aus dem Hebräischen, besonders aber dem Jiddischen, gingen in die Alltagsmundart über, beispielsweise Dalles (Konkurs) oder Schammes (Diener). Andere wurden von jedem Mundartsprecher verstanden, auch wenn sie nicht zum aktiven Wortschatz der nichtjüdischen Bürgerschaft gehörten, zum Beispiel Dalfen (Geizhals, Bettler) oder Schickse (junges Mädchen).

## Phonetik und Phonologie
Gegenüber dem standarddeutschen Vokalinventar fehlen dem Frankfurterischen infolge einer Entlabialisierung die langen Umlaute /⁠yː⁠/ und /⁠øː⁠/. Stattdessen wird immer ein /⁠iː⁠/ gesprochen (statt kühl [kyːl] beispielsweise [kiːl]). Ein zusätzlicher A-Laut ist das dunkle a, etwa in [sɑːxə] (sagen). Noch im 19. Jahrhundert wurde dieser Laut leicht palatal ausgesprochen, als /⁠ạ⁠/, was Friedrich Stoltze im Allgemeinen mit ää umschrieb.
Bei den kurzen Vokalen sind die Unterschiede zur standarddeutschen Phonetik ausgeprägter. Wie bei den langen Vokalen kennt das Frankfurterische kein /⁠ʏ⁠/ und kein /⁠œ⁠/, sondern stattdessen entrundete /⁠i⁠/ und /⁠e⁠/; überdies kennt es ein dunkles /⁠ɑ⁠/. Die kurzen E-, I-, O- und U-Lauten werden im Frankfurterischen geschlossener und mit mehr Spannung ausgesprochen als im Standarddeutschen: /⁠e⁠/, /⁠i⁠/, /⁠o⁠/ und /⁠u⁠/.
Die Aussprache der Diphthonge [aɪ] und [aʊ] ist im Frankfurterischen im Wesentlichen wie im Standarddeutschen; standarddeutschem [oɪ] aber entsprach noch bei Carl Maiß entrundetes [aɪ].
Eine besondere Vielfalt weisen im Frankfurterischen die Allophone und Schwa-Laute auf, deren Aussprache von der Stellung im Wort oder von dem folgenden Konsonanten abhängt. Besonders auffällig sind das E-Schwa am Wortende /⁠ə⁠/ wie in baumeln [baʊmələ] und das A-Schwa nach kurzen Vokalen vor R, wie in Wurst [vɔɐʃt]. Ein langes A vor N wird immer stark nasaliert, wie beispielsweise in Bein [bãː].
Bei den Konsonanten werden alle Verschluss- und Reibelaute stimmlos ausgesprochen. Charakteristisch sind die Laute schwaches F /⁠ṿ⁠/, schwaches G /⁠ɣ⁠/ und schwaches SCH /⁠ʒ⁠/.

## Forschung
Der Frankfurter Schullehrer Johann Joseph Oppel (1815–1894) sammelte ab 1839 Materialien zum Frankfurter Dialekt in insgesamt 88 Faszikeln von jeweils 16 Seiten. Seine Aufzeichnungen notierte er in einer eigenen Lautschrift, mit denen er insbesondere den genauen Klang der Frankfurter Vokale dokumentierte, wie sie um die Mitte des 19. Jahrhunderts gesprochen wurden. Nach dem Ersten Weltkrieg verfasste der Sprachwissenschaftler Hans Ludwig Rauh (1892–1945) verschiedene Schriften, darunter seine Dissertation Die Lautlehre der Frankfurter Mundart (1921), Die Frankfurter Stadtmundart in ihren Grundzügen dargestellt (1921) und Zur Rhythmik und Melodik der Frankfurter Mundart (1925).
1968 begann die Herausgabe des Frankfurter Wörterbuchs im Auftrag der Frankfurter Historischen Kommission und der Johann Wolfgang Goethe-Universität Frankfurt am Main, das in 14 Lieferungen von 1971 bis 1985 erschien. 1988 folgte eine Gesamtausgabe in 6 Bänden. Es ergänzt die großlandschaftlichen Dialektwörterbücher der angrenzenden Regionen, das an der Universität Gießen veröffentlichte Südhessische Wörterbuch und das an der Universität Marburg in Arbeit befindliche Hessen-Nassauische Wörterbuch. Mehrere neuere Arbeiten entstanden vor allem im Forschungsinstitut Deutscher Sprachatlas an der Philipps-Universität Marburg.
Seit 2017 erscheint ein auf den Aufzeichnungen Oppels, Rauhs und anderer basierendes Frankfurter Aussprachewörterbuch als Online-Datenbank.

### Zur Frankfurter Mundart
- Carsten Keil: Der Vokaljäger. Eine phonetisch-algorithmische Methode zur Vokaluntersuchung. Exemplarisch angewendet auf historische Tondokumente der Frankfurter Stadtmundart (= Deutsche Dialektgeographie. Band 122). Georg Olms Verlag, Hildesheim 2017, ISBN 978-3-487-15588-3 (Dissertation (2016) am Fachbereich Germanistik und Kunstwissenschaften (FB09), Deutscher Sprachatlas, der Philipps-Universität Marburg).
- Rosemarie Schanze: Sprache und Gesellschaft in Frankfurt am Main. Studien zum Frankfurter Wörterbuch (= Frankfurter Verein für Geschichte und Landeskunde e. V. [Hrsg.]: Studien zur Frankfurter Geschichte. Band 21). Waldemar Kramer, Frankfurt am Main 1986, ISBN 3-7829-0340-4.
- Hans Ludwig Rauh: Die Frankfurter Mundart in ihren Grundzügen dargestellt. Moritz Diesterweg, Frankfurt am Main 1921 (Digitalisat – Abgedruckt in Frankfurter Wörterbuch, Band I, Einleitung).

### Frankfurter Wörterbuch
- Wolfgang Brückner: Frankfurter Wörterbuch. Aufgrund des von Johann Joseph Oppel und Hans Ludwig Rauh gesammelten Materials herausgegeben im Auftrag der Frankfurter Historischen Kommission in Verbindung mit dem Institut für Volkskunde / Institut für Kulturanthropologie und Europäische Ethnologie der Johann Wolfgang Goethe-Universität Frankfurt am Main. Verlag Waldemar Kramer, Frankfurt am Main 1988, ISBN 3-7829-0360-9

Band I: Einleitung, A–Eva
Band II: Evangelium–hinauf
Band III: hinaufgucken–Lithograph
Band IV: Litze–qui vive
Band V: raadeln–Strohkopf
Band VI: Strohmann–Zylinder
Registerband